# Branislav Mihajlovic
Branislav Mihajlović (14 de Junho de 1961, Belgrado, Jugoslávia) é um artista plástico português de origem sérvia.

## Biografia
Branislav nasceu em Belgrado, Jugoslávia em 1961, numa família artística (o seu pai Dragoslav Mihajlović é escritor e a sua irmã Milica Mihajlović é atriz de teatro e cinema).
Desde cedo começou a desenhar e a pintar e participou em várias exposições de desenhos infantis onde foi premiado várias vezes.
Frequentou o curso de pintura na Escola Superior de Belas Artes de Belgrado de 1981 a 1987 onde obteve um Mestrado em Pintura em 1989. No final desse ano, mudou-se para a Holanda, e passou os dois anos seguintes na rota Amesterdão - Belgrado - Poreč. Com o início das guerras civis na Jugoslávia, a sua situação financeira e legal deteriorou-se e teve de regressar a Belgrado.
No Verão de 1992, encontrou-se em Portugal e decidiu estabelecer-se permanentemente em Cascais, onde ainda vive com a sua família.

Desde então fez mais de noventa exposições individuais e tem mais de trezentas participações em colectivas, salões e feiras de arte em Portugal, Sérvia, Holanda e Espanha. As suas obras estão presentes em colecções privadas e públicas. Foi galardoado várias vezes pelo seu trabalho em Portugal, S. Paulo, Nova Deli e Belgrado.